# David Roura
David Alejandro Roura Midence (San Pedro Sula, Cortés, 7 de noviembre de 1988) es un futbolista hondureño. Juega de defensa. Actualmente juega en el CD Marathón de la Liga Nacional de Fútbol de Honduras

## Clubes
| Club        | País     | Año       |
| ----------- | -------- | --------- |
| Real España | Honduras | 2010-2014 |
| CD Marathón | Honduras | 2014-     |

- Datos: Q16302539